# POWER OF WISH
『POWER OF WISH』（パワー・オブ・ウィッシュ）は、EXILEの13枚目のオリジナル・アルバム。2022年12月7日にrhythm zoneから発売。

## 概要
EXILE ATSUSHIの勇退前の曲で、アルバム未収録だった曲を収録。また、2022年にリリースした「BE THE ONE」、ATSUSHIが参加した2022年開催のツアー『EXILE LIVE TOUR 2022 "POWER OF WISH"』のテーマ曲「POWER OF WISH」に加え、同ツアーのライブ音源などを収録。
オリジナル・アルバム【CD】、初回生産限定盤 ドーム&アリーナ LIVE収録盤【CD＋4DVD】、初回生産限定盤 ドーム&アリーナ LIVE収録盤【CD＋3Blu-ray】、ドームLIVE収録盤【CD＋3DVD】、ドームLIVE収録盤【CD＋2Blu-ray】、完全受注生産限定 20th 記念 名入れパッケージ(ドーム&アリーナ LIVE収録盤)【CD＋4DVD】、完全受注生産限定 20th 記念 名入れパッケージ(ドーム&アリーナ LIVE収録盤)【CD＋3Blu-ray】、完全受注生産限定 20th 記念 名入れパッケージ(ドームLIVE収録盤)【CD＋3DVD】、完全受注生産限定 20th 記念 名入れパッケージ(ドームLIVE収録盤)【CD＋2Blu-ray】の全9形態(スマプラ対応)で発売。
ドーム&アリーナLIVE収録盤 にはドームツアー『EXILE LIVE TOUR 2022 "POWER OF WISH"』ライブ映像に加え2022年8月31日リリースの全国アリーナツアーのライブ映像『EXILE 20th ANNIVERSARY EXILE LIVE TOUR 2021 "RED PHOENIX"』を収録。また、本作はメンバーの黒木啓司が出演するライブ映像としては最後の作品となる。

## メディアでの使用
愛のために 〜for love, for a child〜
- 東建コーポレーション「ホームメイト」CMソング
- 日本テレビ系『スッキリ』2020年1月度エンディングテーマ
- 第一生命グループ CMソング
- 九州朝日放送『ドォーモ』2020年1月度エンディングテーマ

SUNSHINE
- 田原香「滴鶏精」CMソング

BE THE ONE
- 長崎文化放送『スポ魂★ながさき』2022年6月度エンディングテーマ
- Sansan KBCオーガスタゴルフトーナメント2022 大会イメージソング 

POWER OF WISH
- 第一興商 CMソング

POWER OF WISH (One step ahead Version feat. DOBERMAN INFINITY)
- 東京マラソン2023 公式イメージソング

## 楽曲について
- 1曲目「Love of History」
楽曲はアルバム『STAR OF WISH』から繋がる世界観と軽快に刻むリズム、色鮮やかな花の香りが漂うような爽やかでキャッチーなアップチューン[14]。2019年1月3日に配信リリースされた。ミュージック・ビデオは2019年6月28日YouTubeにて公開。ミュージック・ビデオは『EXILE LIVE TOUR 2018-2019 "STAR OF WISH"』のLIVE DVD & Blu-rayのエンドロールと共に流れるもので、2015年に開催されたツアー「EXILE LIVE TOUR 2015 "AMAZING WORLD"」以降のEXILEメンバーの活動と『EXILE LIVE TOUR 2018-2019 "STAR OF WISH"』ファイナルまでの道のりも描いたドキュメントミュージック・ビデオに仕上がっている[15]。ミュージック・ビデオ中の歌詞はEXILE ATSUSHIが綴っている[15]。

- 6曲目「BE THE ONE」
メンバーのEXILE TAKAHIROが作詞、EXILE SHOKICHIが作曲された楽曲である。歌詞にはグループの既存曲のタイトルや歌詞が散りばめられており、“これまでEXILEを応援してきてくれたファンの皆様と一緒にEXILE20周年をお祝いしたい”と共に、アリーナツアー『EXILE 20th ANNIVERSARY EXILE LIVE TOUR 2021 "RED PHOENIX"』からドームツアー『EXILE LIVE TOUR 2022 "POWER OF WISH"』に繋がっていくようなメッセージ、TAKAHIROが“EXILE 20年の歴史”に敬意と感謝の気持ちを込めて作詞した1曲[16][17]。楽曲の振り付けはs**t kingzのshojiが担当している[18]。同曲は2022年5月10日に開催した『EXILE 20th ANNIVERSARY EXILE LIVE TOUR 2021 "RED PHOENIX"』の大阪城ホール公演で初披露[17]、同年5月27日に配信リリースされた[19]。ミュージックビデオは同日YouTubeにて公開。ミュージックビデオはグループの歴史を未来へと想いを繋ぐように、これまでのLIVE映像や"RED PHOENIX"のアリーナ映像と現在のメンバーの姿が様々な形で繋がる内容となっている[16]。また、配信ジャケットにはEXILE TAKAHIRO手書きによる楽曲タイトルされており、ファンとの繋がりをテーマに未来を共に歩んで行きたいという気持ちが込められたデザインとなっている[20]。

- 7曲目「POWER OF WISH」
全国ドームツアー『EXILE LIVE TOUR 2022 “POWER OF WISH”』のテーマソング。ツアータイトルには「今こそ“願いの力”を届け、 EXILEと共にこの時代を乗り越えよう」という思いが込められており、テーマソングも「POWER」をテーマとした楽曲となっている。楽曲は、4つ打ちのダンスミュージックで、力強い歌詞をEXILE ATSUSHIがEXILE TAKAHIROともに歌い上げる。楽曲は2022年7月1日に配信リリースされた[21]。

- 13曲目「POWER OF WISH (One step ahead Version feat. DOBERMAN INFINITY)」
DOBERMAN INFINITYがフィーチャリングとして参加。東京マラソン2023 公式イメージソングにも起用が決定した「POWER OF WISH (One step ahead Version feat. DOBERMAN INFINITY) 」を新録。楽曲は東京マラソン2023のメッセージ「ONE STEP AHEAD」に込められた意味「コロナ禍でも、ひとりひとりが、それぞれのやり方で少しずつ、1歩でも先へと進んでいこう」という前向きな気持ちと、どんな時も、この日本を、みんなの未来を、心から願ってきたEXILEの「今こそ"願いの力"を届け、EXILEと共にこの時代を乗り越えよう」という想いが共感し、大会のイメージソングという形でこの楽曲制作が実現した[13]。

## 収録曲

### CD
| #         | タイトル                                                                              | 作詞                                 | 作曲                                                       | 編曲      | 時間  |
| --------- | ------------------------------------------------------------------------------------- | ------------------------------------ | ---------------------------------------------------------- | --------- | ----- |
| 1.        | 「Love of History」(Vocal：ATSUSHI, TAKAHIRO)                                         | ATSUSHI                              | Henrik Nordenback、Christian Fast、Andreas Ohrn            |           | 4:37  |
| 2.        | 「愛のために 〜for love, for a child〜」(Vocal：ATSUSHI、TAKAHIRO、NESMITH、SHOKICHI) | ATSUSHI                              | MATS LIE SKARE、SHOKICHI                                   |           | 4:29  |
| 3.        | 「SUNSHINE」(Vocal：ATSUSHI、TAKAHIRO、NESMITH、SHOKICHI)                             | michico                              | T.Kura、michico                                            | T.Kura    | 4:25  |
| 4.        | 「約束 〜promises〜」(Vocal：ATSUSHI、TAKAHIRO)                                       | ATSUSHI                              | ATSUSHI、POCHI                                             |           | 4:40  |
| 5.        | 「Rising Sun -2020-」(Vocal：ATSUSHI、TAKAHIRO)                                       | ATSUSHI                              | Didrik Thott、Sebastian Thott、Johan Becker、Sharon Vaughn | POCHI     | 5:28  |
| 6.        | 「BE THE ONE」(Vocal：TAKAHIRO、NESMITH、SHOKICHI)                                    | TAKAHIRO                             | T-SK、SHOKICHI、BIG-F                                      | NAOTO     | 5:14  |
| 7.        | 「POWER OF WISH」(Vocal：ATSUSHI、TAKAHIRO)                                           | sty                                  | Mitsu.J、sty                                               |           | 3:51  |
| 8.        | 「Heads or Tails」(LIVE)                                                              |                                      |                                                            |           | 6:51  |
| 9.        | 「Ti Amo」(LIVE)                                                                      |                                      |                                                            |           | 4:02  |
| 10.       | 「Lovers Again」(LIVE)                                                                |                                      |                                                            |           | 3:07  |
| 11.       | 「もっと強く」(LIVE)                                                                  |                                      |                                                            |           | 7:12  |
| 12.       | 「24karats STAY GOLD 〜 24karats TRIBE OF GOLD 〜 24karats GOLD SOUL」(LIVE)          |                                      |                                                            |           | 6:05  |
| 13.       | 「POWER OF WISH (One step ahead Version feat. DOBERMAN INFINITY)」(BONUS TRACK)       | sty、KUBO-C、GS、P-CHO、SWAY、KAZUKI | Mitsu.J、sty、KUBO-C、GS、P-CHO、SWAY、KAZUKI              |           | 5:10  |
| 合計時間: | 合計時間:                                                                             | 合計時間:                            | 合計時間:                                                  | 合計時間: | 65:11 |

### 映像Disc

#### Music Video
| #  | タイトル                                              | 作詞 | 作曲・編曲 | 監督                                    |
| -- | ----------------------------------------------------- | ---- | ---------- | --------------------------------------- |
| 1. | 「Love of History」(Music Video)                      |      |            | Yu-ya HARA                              |
| 2. | 「愛のために 〜for love, for a child〜」(Music Video) |      |            | Shigeaki Kubo                           |
| 3. | 「SUNSHINE」(Music Video)                             |      |            | Yu-ya HARA                              |
| 4. | 「約束 〜promises〜」(Recording Movie)                |      |            | Masaru Sasaki                           |
| 5. | 「BE THE ONE」(Music Video)                           |      |            | Shigeaki Kubo、Ayano Seki、Kensuke Endo |

#### ドームLIVE
EXILE LIVE TOUR 2022 “POWER OF WISH” (京セラドーム大阪公演)
1. Rising Sun -2020-
2. POWER OF WISH
3. Heads or Tails
4. I Wish For You
5. WON'T BE LONG
6. 時の描片 〜トキノカケラ〜
7. RED PHOENIX
8. NEO UNIVERSE
9. 24WORLD
10. BE THE ONE
11. YEAH!! YEAH!! YEAH!! 〜 CLAP YOUR HANDS 〜 ASOBO! 〜 SUPER FLY 〜 Route 66 〜 瞬間エターナル 〜 RAY / EXILE THE SECOND
12. Heart to Heart 〜 MAKE A MIRACLE / EXILE ATSUSHI
13. 雪化粧 / EXILE ATSUSHI
14. Precious Love / EXILE ATSUSHI
15. もっと強く
16. Lovers Again
17. Ti Amo
18. 願い
19. This is My Life
20. VICTORY 〜ALL NIGHT LONG 〜 Someday 〜 SUNSHINE 〜 Ki・mi・ni・mu・chu
21. 銀河鉄道999
22. 愛すべき未来へ
[ENCORE]
23. DANCER’S ANTHEM 2022
24. 24karats STAY GOLD 〜 24karats TRIBE OF GOLD 〜 24karats GOLD SOUL
25. 道
26. Choo Choo TRAIN

#### アリーナLIVE
【初回生産限定盤】ドーム＆アリーナ LIVE収録盤、完全受注生産限定 20th 記念 名入れパッケージ(ドーム&アリーナ LIVE収録盤)のみ収録 。